# صعبر
صعبر هي قرية سعودية تقع بها مدينة الملك عبد الله الاقتصادية برابغ، تابعة لامارة منطقة مكة المكرمة ، تقع في شمال مدينة جدة، وتبعد 100 كلم عنها. يجري الآن فيها إنشاء محطة قطار الحرمين السريع التي سوف تخدم مدينة الملك عبد الله الاقتصادية.